# فایرفیلد (نیوجرسی)
فایرفیلد (به انگلیسی: Fairfield) شهری در ایالت نیوجرسی کشور ایالات متحده آمریکا است که جمعیت آن در سرشماری سال ۲۰۱۰ میلادی، ۷٬۴۶۶ نفر بوده‌است.